# Liste der Fahnenträger der Olympischen Winterspiele 1984
Die Liste der Fahnenträger der Olympischen Winterspiele 1984 führt die Fahnenträger bei der Eröffnungsfeier auf.
Beim Einmarsch der Nationen zogen Athleten aller teilnehmenden Länder in das Olimpijski Stadion Koševo ein. Bei der Eröffnungsfeier wurden die einzelnen Teams von einem Fahnenträger aus den Reihen ihrer Sportler oder Offiziellen angeführt, der entweder von ihrem jeweiligen Nationalen Olympischen Komitee (NOK) oder von den Athleten selbst bestimmt wurde.

## Reihenfolge
Der griechischen Mannschaft wurde traditionell der Platz an vorderster Stelle gewährt, ein Sonderstatus, der aus der Ausrichtung der antiken und ersten Spiele der Moderne in Griechenland herrührt. Die Mannschaft Jugoslawiens marschierte als Gastgebernation zuletzt ein. Die anderen Länder betraten das Stadion in alphabetischer Reihenfolge in der Sprache der Gastgebernation, in diesem Fall Serbokroatisch. Diese Reihenfolge entspricht sowohl der Tradition als auch den Statuten des Internationalen Olympischen Komitees (IOK).

## Liste der Fahnenträger
Nachfolgend führt eine Liste die Fahnenträger der Eröffnungsfeier aller teilnehmenden Nationen auf, sortiert nach der Abfolge ihres Einmarsches. Die Liste ist zudem sortierbar nach ihrem Staatsnamen, nach Mannschaftskürzel, nach Anzahl der Athleten, nach dem Nachnamen des Fahnenträgers und dessen Sportart.

### Nach Nationen
| Abfolge | Nationalmannschaft       | Serbokroatischer Name | Kürzel | Athleten | Eröffnungsfeier        | Eröffnungsfeier |
| Abfolge | Nationalmannschaft       | Serbokroatischer Name | Kürzel | Athleten | Fahnenträger           | Sportart        |
| ------- | ------------------------ | --------------------- | ------ | -------- | ---------------------- | --------------- |
| 1       | Griechenland             | Grčka                 | GRE    | 6        | Andreas Pantelidis     | Ski Alpin       |
| 2       | Andorra                  | Andora                | AND    | 2        | Albert Llovera         | Ski Alpin       |
| 3       | Argentinien              | Argentina             | ARG    | 18       | Teresa Bustamante      | Ski Alpin       |
| 4       | Australien               | Australija            | AUS    | 10       | Colin Coates           | Eisschnelllauf  |
| 5       | Österreich               | Austrija              | AUT    | 65       | Franz Klammer          | Ski Alpin       |
| 6       | Belgien                  | Belgija               | BEL    | 4        | Henri Mollin           | Ski Alpin       |
| 7       | Bolivien                 | Bolivija              | BOL    | 3        |                        |                 |
| 8       | Britische Jungferninseln | BD Ostrva             | ISV    | 1        | Erroll Fraser          | Eisschnelllauf  |
| 9       | Bulgarien                | Bugarska              | BUL    | 16       | Wladimir Welitschkow   | Biathlon        |
| 10      | Tschechoslowakei         | Čehoslovačka          | TCH    | 50       | Jiří Králík            | Eishockey       |
| 11      | Chile                    | Čile                  | CHI    | 4        | Alfredo Maturana       | Offizieller     |
| 12      | Nordkorea                | DNR Koreja            | PRK    | 6        | Im Ri-bin              | Eisschnelllauf  |
| 13      | Ägypten                  | Egipat                | EGY    | 1        | Jamil El Reedy         | Ski Alpin       |
| 14      | Finnland                 | Finska                | FIN    | 45       | Jorma Valtonen         | Eishockey       |
| 15      | Frankreich               | Francuska             | FRA    | 32       | Yvon Mougel            | Biathlon        |
| 16      | Niederlande              | Holandija             | HOL    | 13       | Hilbert van der Duim   | Eisschnelllauf  |
| 17      | Island                   | Island                | ISL    | 5        | Nanna Leifsdóttir      | Ski Alpin       |
| 18      | Italien                  | Italija               | ITA    | 74       | Paul Hildgartner       | Rennrodeln      |
| 19      | Japan                    | Japan                 | JPN    | 39       | Tadayuki Takahashi     | Eiskunstlauf    |
| 20      | Kanada                   | Kanada                | CAN    | 67       | Gaétan Boucher         | Eisschnelllauf  |
| 21      | Zypern                   | Kipar                 | CYP    | 5        |                        |                 |
| 22      | Südkorea                 | Koreja                | KOR    | 15       |                        |                 |
| 23      | Costa Rica               | Kostarika             | CTC    | 4        |                        |                 |
| 24      | Libanon                  | Libanon               | LIB    | 4        |                        |                 |
| 25      | Liechtenstein            | Lihtenštajn           | LIE    | 10       | Günther Marxer         | Ski Alpin       |
| 26      | Ungarn                   | Mađarska              | HUN    | 9        | Gábor Mayer            | Biathlon        |
| 27      | Marokko                  | Marokko               | MAR    | 4        |                        |                 |
| 28      | Mexiko                   | Meksiko               | MEX    | 1        |                        |                 |
| 29      | Monaco                   | Monako                | MON    | 1        | David Lajoux           | Ski Alpin       |
| 30      | Mongolei                 | Mongolija             | MGL    | 4        | Luwsandaschiin Dordsch | Skilanglauf     |
| 31      | China                    | NR Kina               | CHN    | 37       | Zhao Shijian           | Eisschnelllauf  |
| 32      | Norwegen                 | Norveška              | NOR    | 58       | Bjørg Eva Jensen       | Eisschnelllauf  |
| 33      | Neuseeland               | Novi Zeland           | NZL    | 6        | Markus Hubrich         | Ski Alpin       |
| 34      | DDR                      | Njemačka DR           | GDR    | 57       | Frank Ullrich          | Biathlon        |
| 35      | Polen                    | Poljska               | POL    | 30       | Józef Łuszczek         | Skilanglauf     |
| 36      | Puerto Rico              | Portoriko             | PUR    | 1        | George Tucker          | Rennrodeln      |
| 37      | Rumänien                 | Rumunija              | ROM    | 19       | Dorel Cristudor        | Bob             |
| 38      | San Marino               | San Marino            | SMR    | 3        | Marino Guardigli       | Offizieller     |
| 39      | Sowjetunion              | SSSR                  | URS    | 99       | Wladislaw Tretjak      | Eishockey       |
| 40      | BR Deutschland           | SR Njemačka           | FRG    | 84       | Monika Holzner         | Eisschnelllauf  |
| 41      | Senegal                  | Senegal               | SEN    | 1        | Lamine Guèye           | Ski Alpin       |
| 42      | Vereinigte Staaten       | SAD                   | USA    | 107      | Frank Masley           | Rennrodeln      |
| 43      | Spanien                  | Spanija               | ESP    | 13       | Blanca Fernández Ochoa | Ski Alpin       |
| 44      | Schweiz                  | Švicarska             | SUI    | 42       | Erika Hess             | Ski Alpin       |
| 45      | Schweden                 | Švedska               | SWE    | 60       | Mats Waltin            | Eishockey       |
| 46      | Chinesisch Taipeh        | Tajpej Kinejski       | TPE    | 12       |                        |                 |
| 47      | Türkei                   | Turska                | TUR    | 7        |                        |                 |
| 48      | Großbritannien           | Velika Britanija      | GBR    | 30       | Christopher Dean       | Eiskunstlauf    |
| 49      | Jugoslawien              | Jugoslavija           | YUG    | 71       | Jure Franko            | Ski Alpin       |

### Nach Sportarten
| Sportart              | Nationen | Anzahl |
| --------------------- | --- | ------ |
| Biathlon              | Bulgarien – DDR – Frankreich – Ungarn | 4      |
| Bob                   | Rumänien | 1      |
| Eishockey             | Finnland – Schweden – Sowjetunion – Tschechoslowakei | 4      |
| Eiskunstlauf          | Großbritannien – Japan | 2      |
| Eisschnelllauf        | Australien – Britische Jungferninseln – China – BR Deutschland – Kanada – Niederlande – Nordkorea – Norwegen                                                     | 8      |
| Nordische Kombination | – | 0      |
| Rennrodeln            | Italien – Puerto Rico – Vereinigte Staaten | 3      |
| Ski Alpin             | Ägypten – Andorra – Argentinien – Belgien – Griechenland – Island – Jugoslawien – Liechtenstein – Monaco – Neuseeland – Österreich – Senegal – Spanien – Schweiz | 14     |
| Skilanglauf           | Mongolei – Polen | 2      |
| Skispringen           | – | 0      |
| Offizieller           | Chile – San Marino | 2      |
| unbekannt             | Bolivien – Chinesisch Taipeh – Costa Rica – Libanon – Marokko – Südkorea – Mexiko – Türkei – Zypern                                                              | 9      |